# Teddy Reno

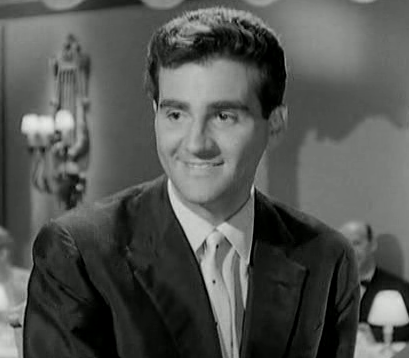
Teddy Reno in jungen Jahren

Teddy Reno, gebürtig Ferruccio Merk Ricordi (* 11. Juli 1926 in Triest, Italien), ist ein italienischer Pop- und Schlagersänger sowie Schauspieler beim heimischen und deutschen Film.

## Leben und Wirken
Der Sohn eines Ingenieurs mit österreichischen Wurzeln – daher der deutsch klingende Name Merk – wurde von den Mussolini-Faschisten in den 1930er Jahren gezwungen, seinen Namen zu italianisieren und ihn in „Ricordi“ zu ändern. Seinen ersten Auftritt absolvierte Reno 1938 während eines Amateurgesangswettbewerbs in Rimini. Gleich nach der Befreiung durch die Amerikaner begann Reno seine Musiker-Profikarriere 1945 bei Radio-Trieste. Im darauf folgenden Jahr schloss er sich der englischen Orchestertruppe Teddy Fosters an und tourte durch das besetzte Deutschland aber auch durch andere europäische Staaten sowie durch Nordafrika. Bereits 1948 gründete Teddy Reno sein eigenes Plattenlabel, die Compagnia Generale del Disco, und hatte vor allem in den 1950er Jahren enormen Erfolg, auch weit über Italiens Grenzen hinaus, mit gefühlvollen Liedern.

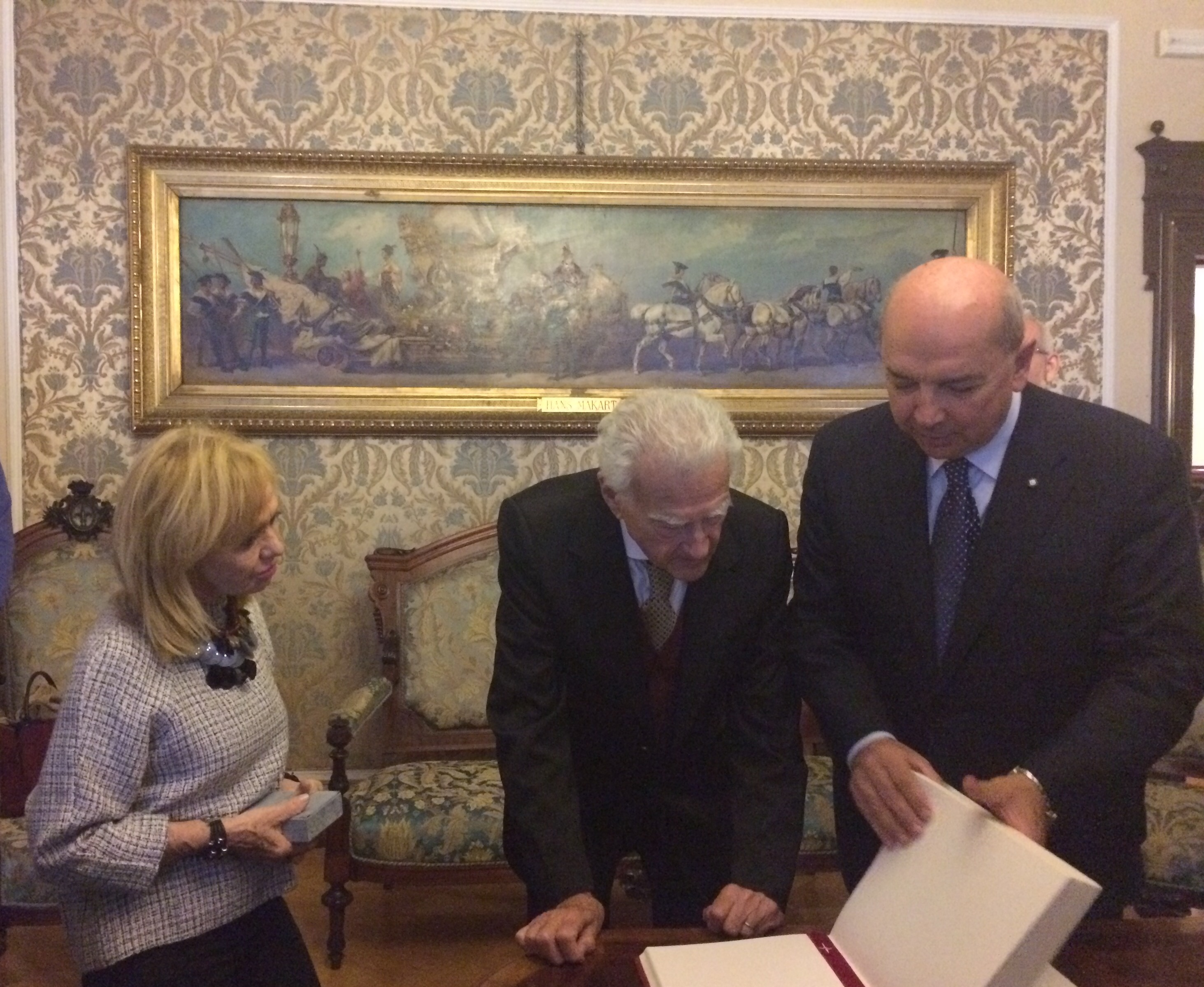
Teddy Reno (Mitte) mit Ehefrau Rita Pavone (links) bei einem Treffen mit dem Bürgermeister von Triest (rechts) in Renos Geburtsstadt 2016

Nachdem Reno 1953 einen zweiten und einen dritten Platz beim Sanremo-Festival, dem bedeutendsten Gesangswettbewerb Italiens, erzielen konnte, begann seine Siegestour durch Europa. Einhergehend mit der wiedererwachenden Italien-Sehnsucht der Bundesbürger, erlangte Reno auch im Adenauer-Deutschland enorme Popularität. Dies führte dazu, dass er nicht nur mehrere Platten, die die (west-)deutsche Sehnsucht nach Sonne, Sand und Meer in südlichen Gefilden und dem Traum von dolcefarniente bedienten, auf Deutsch einsang, sondern dass seine gefühligen Lieder auch in mehrere Filmen, die diese Klischeevorstellung von Italien bedienten, einflossen.
In den 1960er Jahren ebbte, infolge des Aufkommens der englischsprachigen Popmusik, seine Popularität europaweit ab, doch blieb Teddy Reno in Italien auch weiterhin ein gefragter Sänger. 1962 kam derweil seine Filmkarriere zum Erliegen. Nachdem er die blutjunge Nachwuchssängerin Rita Pavone kennen- und liebengelernt hatte, drehten die beiden in den Jahren 1966 und 1967 vier Filme miteinander, heirateten im darauf folgenden Jahr (1968) und übersiedelten schließlich in die Schweiz, deren Staatsbürgerschaft Reno später annahm. Teddy Reno drehte seit 1968 keinen Film mehr und zog sich auch von Gesangsauftritten sukzessive zurück.

## Filmografie
- 1951: Miracolo a Viggiù
- 1953: Saluti e baci
- 1954: Le vacanze del sor Clemente
- 1954: Ballata tragica
- 1954: Tanz in der Sonne
- 1955: Vendicata!
- 1956: Totò, Peppino und das leichte Mädchen (Totò, Peppino e la… malafemmina)
- 1956: Totò, Peppino e i fuorilegge
- 1956: Due sosia in allegria
- 1957: Mein Allerwertester (Totò, Vittorio e la dottoressa)
- 1957: Peppino, le modelle e… „chella là“
- 1957: Unter Palmen am blauen Meer
- 1958: Eine Reise ins Glück
- 1959: Destinazione Sanremo
- 1959: Mein schöner Ehemann (Il nemico di mia moglie (Il marito bello))
- 1959: Traumrevue
- 1959: Wenn die Glocken hell erklingen
- 1960: Schlager-Raketen
- 1960: I Teddy boys della canzone
- 1960: Sanremo – La grande sfida
- 1962: Il giorno più corto
- 1966: Rita la zanzara
- 1967: Non stuzzicate la zanzara
- 1967: Etappenschweine (La feldmarescialla)
- 1967: Blaue Bohnen für ein Halleluja (Little Rita nel west)

## Plattenveröffentlichungen in Deutschland
- 1954: Es war in Napoli vor vielen Jahren – Villa Bella (Polydor 22319)
- 1954: Senor – Der Weg zu deinem Herzen (Polydor 22355)
- 1954: Einmal im Leben – Sonnenlied (Polydor 22356)
- 1955: Addio – Baby, mein Baby (Polydor 23107)
- 1955: In San Marino – Bleib bei mir (Polydor 23161)
- 1957: Unter Palmen am blauen Meer – Serenata D’amore (Polydor 23458)
- 1958: Piccolissima Serenata – Amore Mio (Polydor 23703)
- 1969: Schenk deiner Frau doch hin und wieder rote Rosen – Tanz diesen Tanz mit mir (Polydor 53170)